# Romanian Open 2001
Il Romanian Open 2001 è stato un torneo di tennis giocato sulla terra rossa. È stata la 9ª edizione del Romanian Open, che fa parte della categoria International Series nell'ambito dell'ATP Tour 2001.
Si è giocato all'Arenele BNR di Bucarest in Romania, dal 10 settembre al 16 settembre 2001.

## Campioni

### Singolare
Younes El Aynaoui ha battuto in finale  Albert Montañés con il punteggio di 7–6(5), 7–6(2)

### Doppio
Aleksandar Kitinov /  Johan Landsberg hanno battuto in finale  Pablo Albano /  Marc-Kevin Goellner con il punteggio di 6–4, 6(5)–7, [10–6]